# Science for Life Laboratory
Science for Life Laboratory (SciLifeLab) est un centre national de recherche suédois  et l'un des plus grands laboratoires de recherche en biologie moléculaire en Europe à l'avant-garde de l'innovation dans la recherche en sciences de la vie, la bio-informatique, la formation et services axés sur la recherche sur la santé et l'environnement. SciLifeLab est le résultat d'un effort impliquant quatre des meilleures institutions de Suède: l'institut Karolinska - l'institution qui récompense le prix Nobel de physiologie ou médecine - l'institut royal de technologie, l'Université de Stockholm et l'Université d'Uppsala. L'Infrastructure nationale de génomique est hébergée chez SciLifeLab.
SciLifeLab a été créé en 2010 et constitue un centre national depuis 2013 par une décision du gouvernement suédois. L'organisme se compose de 1 500 chercheurs répartis en  200 groupes de recherche travaillant dans les deux campus de SciLifeLab à Stockholm et à Uppsala. Le campus de Stockholm est jouxté par l'un des plus grands hôpitaux d'Europe, à la fois l'ancien et le nouveau bâtiment de l'hôpital universitaire Karolinska , l'institut Karolinska et le Centre européen de prévention et de contrôle des maladies. SciLifeLab est doté d'un budget de 150 millions de couronnes suédoises par an issus de subventions nationales et européennes ainsi que de fonds publics distincts. En collaboration avec la revue Science, SciLifeLab récompense de jeunes chercheurs par la remise de prix. 